# Ángela Ruiz
Ángela Ruiz (n. 28 iulie 2006, Saltillo, Coahuila de Zaragoza, Mexic) este o arcașă ce a reprezentat Mexic, medaliată olimpică. A participat la o ediție a Jocurilor Olimpice (2024) în care a câștigat o medalie de bronz.